# Amphion (papillon)
Pour les articles homonymes, voir Amphion (homonymie).
Genre
Le genre Amphion regroupe des lépidoptères (papillons) de la famille des Sphingidae, de la sous-famille des Macroglossinae et de la tribu des Macroglossini.

## Systématique
- Le genre a été décrit par l'entomologiste allemand Jakob Hübner, en 1819[1].
- L'espèce type pour le genre est Sphinx nessus Cramer, [1777], reclassé Amphion floridensis.

### Liste des espèces
- Amphion floridensis Clark, 1920
- Amphion ocypete Houttuyn, 1767